# جاك كان (ملحن)
جاك كان هو موزع وملحن كندي، ولد في 29 نوفمبر 1924، وتوفي في 27 مارس 1961.